# عبد المجيد الشاوي
عبد المجيد بك بن حسن بن مسعود ابن الشاوي (1852 - 1927) كاتب وشاعر عراقي. ولد في بغداد. وشغل بعض الوظائف الإداريّة في العراق إبان الحكم العثماني. ثم عيّن رئيساً لبلدية بغداد في عهد الملكي. مرض في آخر أيّامه بالسرطان فقصد بيروت مستشفيًا فتوفي بها. من مؤلفاته الوقائع والتاريخ وديوان شعر.
لهُ من الابناء سعدون بك وهذا سعدون لهُ عقب الآن في بغداد ، وسعدون المُشار عليه اخواله إسرة المُصطفى من آلـ شاهر زُعماء قبيلة العُبيد .

## سيرته
هو عبد المجيد بك بن الشيخ حسن بك بن مسعود بك بن عبد العزيز بك بن عبد الله بك بن شاوي بك الشاهري العبيدي الحميري.
تلقى علوم العربية والعلوم الدينية على يد عدد من علماء عصره، وتعلّم التركية فأجادها.
ساهم في تحرير جريدة الزوراء في العهد العثماني، ولما اشتهر وعرف بين أوساط المجتمع البغدادي. صدر امر تعيينه عضوا في مجلس المبعوثان بأسطنبول ممثلا عن مدينة العمارة، استمرت عضويته لدورتين (1912-1918)، وفي سنوات الاحتلال البريطاني للعراق شغل منصب رئيس بلدية رصافة بغداد عام 1919.
كان ممن أختير لمنصب وزيرا بلا وزارة في الوزارة النقيبية الأولى، وهي الحكومة المؤقتة الأولى التي تشكلت في العراق في 11 تشرين الثاني 1920.
اختير عضوا في مجلس بلدية بغداد عام 1922، لكنه استقال لاحقا. كما اختير متصرفا للواء الدليم سنة 1922، وفي عام 1924 انتخب نائبا في مجلس النواب العراقي ممثلا للواء الكوت ثم نائبا عن لواء الدليم 1925. وفي عام 1927 اختير عضوا في مجلس الأعيان وهي السنة التي رحل فيها عن هذه الدنيا بسبب المرض الذي ألم به، وقد توفي في بيروت.

## مؤلفاته
كان شاعرا مقلا في إنتاجه، نظم في المألوف من أغراض الشعر في عصره، له مقطوعات في الرثاء والمدح، والتأريخ لوقائع عصره، تكشف عن تأثره بأبي العلاء المعري واقتدائه به. له قصيدة نشرت في كتاب: «ذكرى يوسف السويدي»، وله ديوان مخطوط، ذكرته بعض المصادر.

## كتب عنه
يروي أمين الريحاني في كتابه ملوك العرب أن الشاوي كان أحد أربعة ممن يكفرونهم في العراق وهم: الزهاوي والرصافي وكاظم الدجيلي وعبد المجيد الشاوي، ويصف عبد المجيد الشاوي بأنه من القلائل الذين يعطون المنصب أضعاف ما يأخذون منه فيخلصون الخدمة، يعدلون ويصلحون ولا يكون جزاؤهم غير جزاء من لا يعدل ولا يصلح بل أقل، يبذلون من قواهم ومواهبهم خيرها ويخرجون من دار الحكومة والفقر بشيعهم إلى البيت النزاهة ترافقهم وتلزمهم دائما. كما كان ينظم قليلا من الشعر ولم يكن شاعرا بالمعنى الإجمالي الدقيق ولكن ينظم عفو الخاطر فتأتي أبياته متوازنة رقيقة، لأنه صاحب حس شعري مرهف وكان يفضل الكلمة المقولة على الكلمة المكتوبة مثل سقراط.
كما شبهه أمين الريحاني بالسياسي الفرنسي جورج كليمنصو.